# دهستان اخترآباد
دهستان اخترآباد نام دهستانی در بخش صفادشت شهرستان ملارد استان تهران ایران است.
دهستان اخترآباد با ۷۴۵ کیلومترمربع مساحت، بزرگ‌ترین دهستان در کشور محسوب می‌شود، عرصه‌ای پهناور و گسترده که به لحاظ بافت طبیعی و جغرافیایی عمدتاً از بیابان پوشیده شده‌است، طبق مطالعات کارشناسی انجام‌شده، یکی از کانون‌های اصلی فرسایش خاک و تولید گردوغبار و ریزگرد معطوف به منطقه مذکور می‌شود.
اجرای پروژه پسته‌کاری در این دهستان باعث از میان رفتن پوشش گیاهی بومی آن شد و این امر به نوبه خود باعث بروز پدیده ریزگردها، به‌ویژه در روستای شش، شد که محدوده این روستا از مناطق اصلی بروز ریزگرد در شهر تهران به‌شمار آمده‌است.http://amlakazerbaijan.shop/

## دشت شقایق
در قسمت جنوبی روستای محمدآباد قمیشلو که در منطقۀ اخترآباد جای دارد، دشتی بزرگ قرار گرفته که در فصول بهار هر سال، پر از گل های شقایق زیبا می شود که می توان از آن بعنوان یکی از مهم ترین جاذبه های گردشگری این منطقه اشاره کرد.

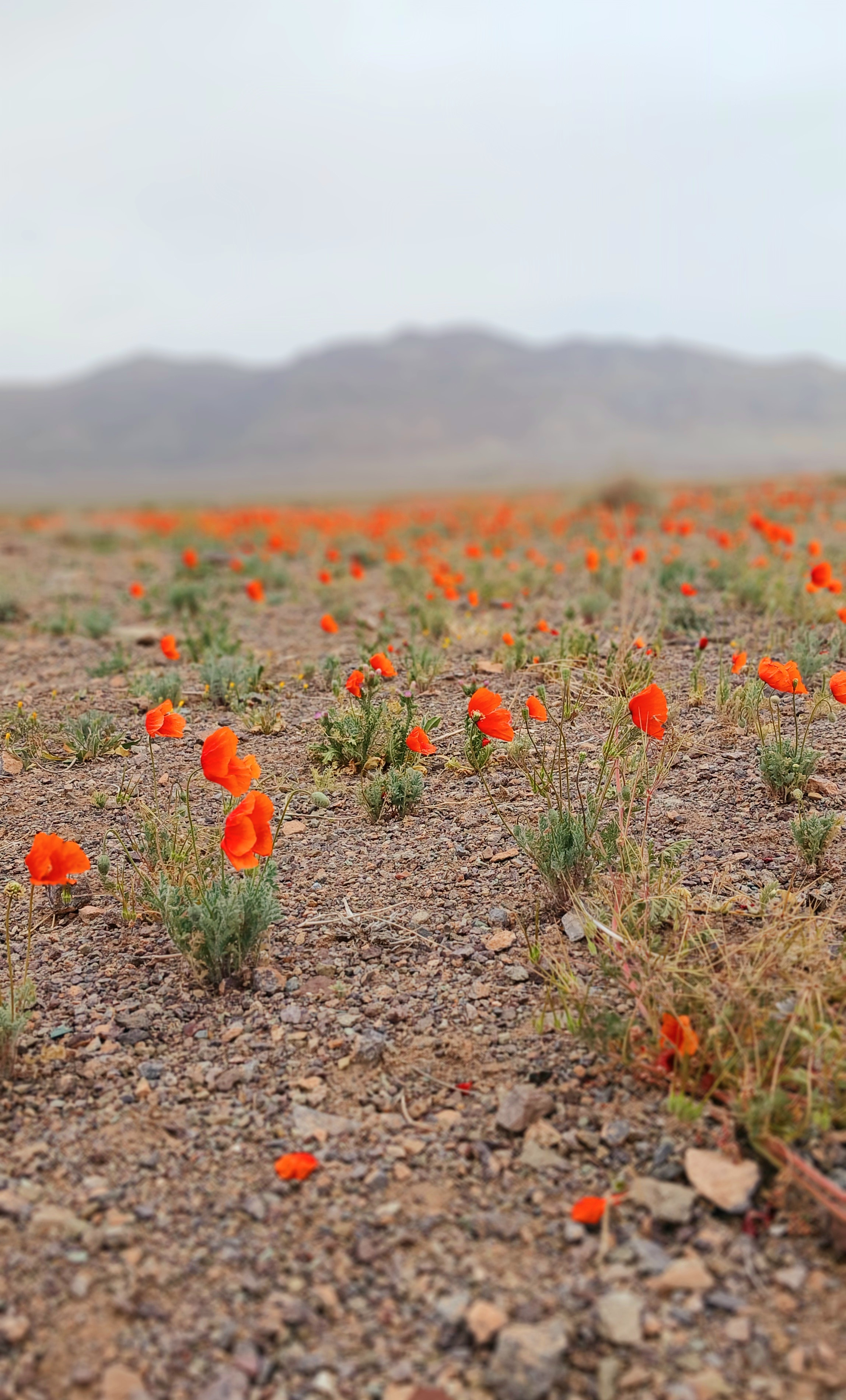